# 三溪镇 (镇巴县)
三溪镇，是中华人民共和国陕西省汉中市镇巴县一个已撤销的乡级行政区，2015年，陕西省民政厅批复同意撤销三溪镇，将其所辖行政区域划归简池镇。